# God’s Son
God’s Son – szósty studyjny album amerykańskiego rapera Nasa. Został wydany w grudniu 2002 roku.
Album zadebiutował na 18. miejscu notowania Billboard 200, sprzedając się w ilości 156.000 egzemplarzy w pierwszym tygodniu. Kompozycja zdobyła uznanie wielu krytyków. 13 stycznia, 2003 roku God’s Son został zatwierdzony jako platyna przez RIAA, ze sprzedażą 1 miliona egzemplarzy.

## Lista utworów
| Nr  | Tytuł                                            | Producent(ci)                  | Sample | Czas |
| --- | ------------------------------------------------ | ------------------------------ | --- | ---- |
| 1   | "Get Down"                                       | Nas, Salaam Remi               | - "Get Up and Get Down" – The Dramatics - "Funky Drummer" – James Brown - "The Boss" - James Brown - "Rock Creek Park" – The Blackbyrds | 4:04 |
| 2   | "The Cross"                                      | Eminem                         | | 3:47 |
| 3   | "Made You Look"                                  | Salaam Remi                    | - "Apache" – Incredible Bongo Band | 3:22 |
| 4   | "Last Real Nigga Alive"                          | Ron Browz                      | | 5:07 |
| 5   | "Zone Out" (feat. Jungle & Wiz)                  | Salaam Remi                    | | 3:48 |
| 6   | "Hey Nas" (feat. Claudette Ortiz & Kelis)        | Salaam Remi                    | - "Risin' to the Top Bill" by Allan Felder                                                                                              | 4:06 |
| 7   | "I Can"                                          | Salaam Remi                    | - "Für Elise" – Ludwig van Beethoven - "Impeach the President" – The Honeydrippers                                                      | 4:14 |
| 8   | "Book of Rhymes"                                 | The Alchemist                  | - "For the Dollar Bill" - Tommy Tate | 3:54 |
| 9   | "Thugz Mansion (N.Y.)" (feat. 2Pac & J. Phoenix) | Claudio Cueni, Michael Herring | | 4:07 |
| 10  | "Mastermind"                                     | The Alchemist                  | | 4:07 |
| 11  | "Warrior Song" (feat. Alicia Keys)               | Alicia Keys                    | - "Na Poi" - Fela Kuti | 4:42 |
| 12  | "Revolutionary Warfare" (feat. Lake)             | The Alchemist                  | - "We Made It" - Black Ivory | 3:29 |
| 13  | "Dance"                                          | Chucky Thompson                | - "Aïcha" - Cheb Khaled | 3:34 |
| 14  | "Heaven" (feat. Jully Black)                     | Agile, Saukrates               | - "I Love You" – Eddie Holman | 4:42 |
| 15* | "Thugz Mirror" (Freestyle)                       | The Alchemist                  | | 1:50 |
| 16* | "Pussy Killz"                                    | Chucky Thompson                | - "My Hero Is a Gun" – Diana Ross | 4:38 |
| 17* | "The G.O.D."                                     | Swizz Beatz                    | | 2:39 |

## Notowania
Album
| Notowanie (2002)                      | Najwyższa pozycja |
| ------------------------------------- | ----------------- |
| U.S. Billboard 200                    | 12                |
| U.S. Billboard Top R&B/Hip-Hop Albums | 1                 |
| UK Singles Chart                      | 57                |

Single
| Rok  | Singel          | Najwyższa pozycja | Najwyższa pozycja                | Najwyższa pozycja | Najwyższa pozycja |
| Rok  | Singel          | Billboard Hot 100 | Hot R&B/Hip-Hop Singles & Tracks | Hot Rap Singles   | UK Singles Chart  |
| 2003 | "Made You Look" | 32                | 12                               | 9                 | 27                |
| 2003 | "I Can"         | 12                | 7                                | 6                 | 19                |
| 2003 | "Get Down"      | -                 | 76                               | -                 | -                 |